# 中国人民解放军联勤保障部队第九六一医院
中国人民解放军联勤保障部队第九六一医院，前称中国人民解放军第二〇三医院，位于黑龙江省齐齐哈尔市建华区中华路189号，隶属沈阳联勤保障中心，为三级甲等医院。

## 简介
1957年10月组建。医院先后参加1987年大兴安岭扑火、1998年嫩江抗洪、2003年小汤山抗击非典、2004年8·4芥子气中毒患者救治、2005年刚果（金）维和、2009年6·5光气中毒患者救治、“和平使命”中俄联合军演保障、销毁日遗化武卫勤保障等活动。
截至2014年，医院拥有沈阳军区骨科中心，以及普通外科、心胸外科、心肾内科、检验科、肿瘤生物治疗科等科室。其中，冻伤治疗、人工关节置换、血液透析、腹腔镜、关节镜技术、肿瘤综合治疗、流行性出血热救治、肿瘤生物治疗、宫腔镜手术等技术水平处于黑龙江省西部、内蒙古自治区东北部的优势地位。
2016年，在深化国防和军队改革中，医院由中国人民解放军沈阳军区转隶沈阳联勤保障中心。

## 历任领导
| 院长 …… - 周毅（？—？） …… - 王明军（？—？） - 孙景海（2001年—？） …… | 政治委员 …… - 金刚（？—？） …… |